# فرن فورست (هاوایی)
فرن فورست (به انگلیسی: Fern Forest) یک منطقهٔ مسکونی در ایالات متحده آمریکا است که در شهرستان هاوایی، هاوایی واقع شده‌است. فرن فورست ۳۲٫۵ کیلومتر مربع مساحت و ۹۳۱ نفر جمعیت دارد و ۶۹۰ متر بالاتر از سطح دریا واقع شده‌است.